# Óscar Carmelo Sánchez
Pour les articles homonymes, voir Óscar Sánchez, Carmelo et Sánchez.
Óscar Carmelo Sánchez (né le 16 juillet 1971 à Cochabamba en Bolivie, et mort le 23 novembre 2007 à La Paz) est un joueur de football international bolivien, qui évoluait au poste de défenseur, avant d'ensuite devenir entraîneur.

## Biographie

### Carrière de joueur

#### Carrière en sélection
Avec l'équipe de Bolivie, il dispute 78 matchs (pour 6 buts inscrits) entre 1994 et 2006. Il figure notamment dans le groupe des sélectionnés lors des Copa América de 1995, 1997 et de 1999.
Il joue également la Coupe du monde de 1994, ainsi que la Coupe des confédérations de 1999.